# Сливна
Сливна (словен. Slivna) — поселення в общині Літія, Осреднєсловенський регіон, Словенія. Висота над рівнем моря: 626,6 м.